# G-MEN
《G-MEN》是日本漫畫家小澤利雄創作的校園漫畫，於《週刊少年Champion》2014年52號至2018年18號連載，全18卷。
2022年1月，宣佈推出改編真人版電影，由岸優太主演。

## 登場人物

### 武華男子高校
門松 勝太（かどまつ しょうた）
瀬名 拓美（せな たくみ）
梅田 真大（うめだ まさひろ）
肝田 茂樹（きもた しげき）
薙 竜二（なぎ りゅうじ）
雨宮 瞳（あまみや ひとみ）

### Gメン
伊達 薫（だて かおる）
八神 紅一（やがみ こういち）
沢田 英二（さわだ えいじ）
日向 誠（ひなた まこと）
千歳 蓮（ちとせ れん）
六条 陸（ろくじょう りく）

### 松怒クロスボーン
烏丸 駿（からすま しゅん）

### 天王会
加藤 侠介（かとう きょうすけ）

### 黑天使
上城 レイナ（かみじょう レイナ）

### 其他
門松 奈々美（かどまつ ななみ）
烏丸 カナ（からすま かな）

## 出版書籍
| 卷數 | 秋田書店      | 秋田書店               | 秋田書店 |
| 卷數 | 發售日期      | ISBN                   |          |
| ---- | ------------- | ---------------------- | -------- |
| 1    | 2015年4月8日  | ISBN 978-4-253-22531-1 |          |
| 2    | 2015年6月8日  | ISBN 978-4-253-22532-8 |          |
| 3    | 2015年8月7日  | ISBN 978-4-253-22533-5 |          |
| 4    | 2015年10月8日 | ISBN 978-4-253-22534-2 |          |
| 5    | 2016年1月8日  | ISBN 978-4-253-22535-9 |          |
| 6    | 2016年3月8日  | ISBN 978-4-253-22536-6 |          |
| 7    | 2016年6月8日  | ISBN 978-4-253-22537-3 |          |
| 8    | 2016年8月8日  | ISBN 978-4-253-22538-0 |          |
| 9    | 2016年10月7日 | ISBN 978-4-253-22539-7 |          |
| 10   | 2016年12月8日 | ISBN 978-4-253-22540-3 |          |
| 11   | 2017年3月8日  | ISBN 978-4-253-22806-0 |          |
| 12   | 2017年5月8日  | ISBN 978-4-253-22807-7 |          |
| 13   | 2017年7月7日  | ISBN 978-4-253-22808-4 |          |
| 14   | 2017年9月7日  | ISBN 978-4-253-22809-1 |          |
| 15   | 2017年12月8日 | ISBN 978-4-253-22810-7 |          |
| 16   | 2018年2月8日  | ISBN 978-4-253-22811-4 |          |
| 17   | 2018年4月6日  | ISBN 978-4-253-22812-1 |          |
| 18   | 2018年5月8日  | ISBN 978-4-253-22813-8 |          |

## 真人電影
《G-MEN》是於2023年8月25日上映的日本喜劇電影，由瑠東東一郎執導，加藤正人和丸尾丸一郎共同編劇，岸優太主演。這是岸優太初次主演電影。
因新型流感導致製作日程受到影響，因此由原本的預定2022年秋季上映延期至2023年夏季上映。

### 演員列表
- 門松勝太：岸優太
- 瀨名拓美：龍星涼[6]
- 肝田茂樹：矢本悠馬[6]
- 梅田真大：森本慎太郎[6]（SixTONES）
- 薙龍二：臨太朗（EXIT）[6]
- 上城レイナ：恒松祐里[7]
- 雨宮瞳：吉岡里帆[8][9]
- 伊達薫：高良健吾[8][9]
- 加藤俠介：尾上松也[8][9]
- 八神紅一：田中圭[8][9]
- チーコ：小野花梨[10]
- 八代勇一：吉村界人[10]
- 渡邊學年主任：星田英利[10]
- 友則：落合扶樹[10]
- 松永：後藤剛範[10]
- 櫻井稜：大東駿介[10]

### 製作人員
- 原作：小澤利雄《G-MEN》（秋天書店「少年Champion Comics」）
- 導演：瑠東東一郎
- 劇本：加藤正人、丸尾丸一郎
- 主題曲：The Cro-Magnons（HAPPYSONG RECORDS / Sony Music Labels Inc.）[11]
- 製作人：峠本悠悟
- 發行商：東映
- 製作：2023「G-MEN」製作委員會

## 外部連結
- 電影官方網站 （页面存档备份，存于）（日語）
- 電影官方的X（前Twitter）